# Échecs d'Alice
 (juin 2022).
Si vous disposez d'ouvrages ou d'articles de référence ou si vous connaissez des sites web de qualité traitant du thème abordé ici, merci de compléter l'article en donnant les références utiles à sa vérifiabilité et en les liant à la section « Notes et références ».

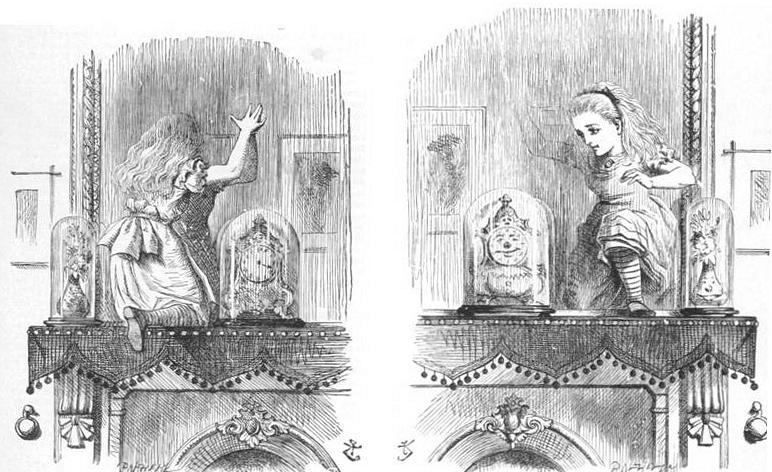
Alice traverse le miroir ; illustration de Sir John Tenniel

Les échecs d'Alice sont une variante du jeu d'échecs jouée en utilisant deux échiquiers au lieu d'un seul. Son nom est une référence au personnage de Lewis Carroll, Alice. Elle fut créée par Vernon Rylands Parton.
Au début de la partie, les pièces sont disposées à leur place habituelle sur l'un des deux échiquiers, le second échiquier étant vide. Les pièces se déplacent selon les règles habituelles du jeu d'échecs, mais, lorsqu'un coup est joué, la pièce déplacée passe « à travers le miroir » vers l'autre échiquier. Par exemple, après les coups initiaux 1. d4 Cf6, la position des deux plateaux est la suivante :
| Tour noire sur case blanche a8 · Cavalier noir sur case noire b8 · Fou noir sur case blanche c8 · Dame noire sur case noire d8 · Roi noir sur case blanche e8 · Fou noir sur case noire f8 · Tour noire sur case noire h8 · Pion noir sur case noire a7 · Pion noir sur case blanche b7 · Pion noir sur case noire c7 · Pion noir sur case blanche d7 · Pion noir sur case noire e7 · Pion noir sur case blanche f7 · Pion noir sur case noire g7 · Pion noir sur case blanche h7 · Pion blanc sur case blanche a2 · Pion blanc sur case noire b2 · Pion blanc sur case blanche c2 · Pion blanc sur case blanche e2 · Pion blanc sur case noire f2 · Pion blanc sur case blanche g2 · Pion blanc sur case noire h2 · Tour blanche sur case noire a1 · Cavalier blanc sur case blanche b1 · Fou blanc sur case noire c1 · Dame blanche sur case blanche d1 · Roi blanc sur case noire e1 · Fou blanc sur case blanche f1 · Cavalier blanc sur case noire g1 · Tour blanche sur case blanche h1 |

| Cavalier noir sur case noire f6 · Pion blanc sur case noire d4 |

Pour qu'un coup soit légal, la case de destination sur l'échiquier où la pièce déplacée va arriver doit être vide, et le coup doit être légal sur l'échiquier d'origine.
Les prises se font selon les règles habituelles du jeu d'échecs, puisqu'une pièce ne peut en prendre une autre qu'à partir du moment où toutes les deux sont présentes sur le même échiquier avant le coup. Aux échecs d'Alice il n'y a pas de prise en passant.
Une partie courte d'échecs d'Alice peut être 1. e4 d5 2. Fc4 dxe4 (sur le second échiquier) 3. Fb5 mat (le fou revient sur le premier échiquier). Toutes les pièces qui ont bougé sur le second échiquier sont soit revenues sur le premier, soit ont été capturées, si bien que la position finale de cette partie est la suivante :
| Tour noire sur case blanche a8 · Cavalier noir sur case noire b8 · Fou noir sur case blanche c8 · Dame noire sur case noire d8 · Roi noir sur case blanche e8 · Fou noir sur case noire f8 · Cavalier noir sur case blanche g8 · Tour noire sur case noire h8 · Pion noir sur case noire a7 · Pion noir sur case blanche b7 · Pion noir sur case noire c7 · Pion noir sur case noire e7 · Pion noir sur case blanche f7 · Pion noir sur case noire g7 · Pion noir sur case blanche h7 · Fou blanc sur case blanche b5 · Pion noir sur case blanche e4 · Pion blanc sur case blanche a2 · Pion blanc sur case noire b2 · Pion blanc sur case blanche c2 · Pion blanc sur case noire d2 · Pion blanc sur case noire f2 · Pion blanc sur case blanche g2 · Pion blanc sur case noire h2 · Tour blanche sur case noire a1 · Cavalier blanc sur case blanche b1 · Fou blanc sur case noire c1 · Dame blanche sur case blanche d1 · Roi blanc sur case noire e1 · Cavalier blanc sur case noire g1 · Tour blanche sur case blanche h1 |

|  |  |  |  |  |  |  |  |

À première vue, il semble que les noirs peuvent interposer une pièce entre le fou blanc et son roi pour bloquer l'échec (en jouant, par exemple, Fd7 ou Cc6), mais toute pièce ainsi interposée disparaît immédiatement vers l'autre échiquier. Les noirs ne peuvent pas non plus jouer Rd7 pour bouger leur roi vers l'autre plateau, car ce coup n'est pas légal sur l'échiquier où il se trouve (le roi en d7 sur le premier plateau est toujours échec). Ainsi, les noirs sont échec et mat.